# Baldissero Canavese
Baldissero Canavese là một đô thị ở tỉnh Torino trong vùng Piedmont, có vị trí cách khoảng 40 km về phía bắc của Torino, nước Ý. Tại thời điểm ngày 31 tháng 12 năm 2004, đô thị này có dân số 510 người và diện tích là 4,4 km².
Baldissero Canavese giáp các đô thị: Castellamonte, Vistrorio, Vidracco, Strambinello, và Torre Canavese.